# Розен, Эжен-Октав-Огюстен де
Эжен-Октав-Огюстен де Розен (фр. Eugène-Octave-Augustin de Rosen; 28 июля 1737, Больвиллер (Эльзас) — 2 апреля 1775, там же), маркиз де Больвиллер — французский генерал, участник Семилетней войны.

## Биография
Последний мужской представитель французской линии остзейского рода фон Розен. Сын маркиза Анн-Армана де Розена и графини Жанны Октавии де Водре де Сен-Реми.
Граф де Розен, де Граммон, барон де Конфландери, сеньор де Детвиллер, и прочее. Унаследовал значительные земельные владения в Эльзасе.
В 1749 году назначен лейтенант-кампмейстером кавалерийского полка Вюртемберга (бывшего полка Розена).
Во время Семилетней войны в 1758 году получил два сабельных ранения в деле под Зундерхаузеном. В том же году был пожалован в кавалеры ордена Святого Людовика.
В 1761 году остатки полка Вюртемберга были включены в состав Королевского Германского полка, а Розен в мае 1762 получил под командование бывший пехотный полк Лавьевиля, переименованный в полк Розена. В декабре того же года полк получил название провинции Дофине, а по окончании войны был расформирован. Розен был произведен в бригадиры, затем в лагерные маршалы.
Погребен в семейном склепе в церкви Фельдкирха.

## Семья
Жена: Мария Антуанетта Луиза де Арвиль де Тренель дез Юрсен (1745—?), дочь Клода де Арвиль де Тренель дез Юрсена и Марии Антуанетты де Гойон де Матиньон. Вторым браком вышла за Луи-Франсуа де Перюса, маркиза д'Эскара.
Дочь:
- София-Роза де Розен (16.03.1764—31.10.1826), маркиза де Больвиллер, графиня де Граммон, дама де Херренштейн. Муж 1): принц Шарль-Луи-Виктор де Брольи[фр.] (1756—1794); 2): маркиз Марк-Рене де Вуайе де Польми д'Аржансон[фр.] (1771—1842)